# Promozione (pallanuoto maschile)
La Promozione è la quinta divisione del campionato italiano maschile di pallanuoto, organizzato dalla Federazione Italiana Nuoto (FIN), e la seconda divisione a livello regionale.

## Formula
Al torneo partecipano un numero variabile di squadre, il che è dovuto al fatto che la partecipazione è consentita a tutte le società pallanuotistiche. La suddivisione delle squadre avviene in gironi regionali composti da almeno quattro squadre. Se il numero minimo non viene raggiunto la sezione pallanuotistica della FIN, insieme ai Comitati Regionali, concordano la composizione di gironi interregionali. Al termine della stagione sedici squadre vengono promosse in Serie C.